# Donja Purgarija
Donja Purgarija je naseljeno mjesto u Republici Hrvatskoj u Zagrebačkoj županiji. 

## Zemljopis
Administrativno je u sastavu općine Klinča Sela. Naselje se proteže na površini od 0,97 km².

## Stanovništvo
Prema popisu stanovništva iz 2001. godine u Donjoj Purgariji živi 124 stanovnika i to u 35 kućanstava. Gustoća naseljenosti iznosi 127,84 st./km².
| broj stanovnika | 157   | 201   | 219   | 274   | 325   | 370   | 332   | 321   | 151   | 154   | 144   | 132   | 129   | 122   | 124   | 123   | 124   |
|                 | 1857. | 1869. | 1880. | 1890. | 1900. | 1910. | 1921. | 1931. | 1948. | 1953. | 1961. | 1971. | 1981. | 1991. | 2001. | 2011. | 2021. |